# Заскар
Заскар — река в индийской союзной территории Ладакх, левый приток Инда.
Берёт начало при слиянии рек Дода и Царап-Лингти-Чу.
Один из притоков Заскара — Марха.

## Туризм
Нижнее течение популярно у туристов, особенно для сплавов на плотах, обычно от Чилинга до Ниму.
Зимой, когда дороги завалены снегом, единственный доступный занскарский путь — Чадар, дорога по льду Занскара. Там можно пройти от Чилинга к Падаму.